# Pratapgarh
Pratapgarh là một thị trấn thống kê (census town) của quận West Tripura thuộc bang Tripura, Ấn Độ.

## Nhân khẩu
Theo điều tra dân số năm 2001 của Ấn Độ, Pratapgarh có dân số 25.890 người. Phái nam chiếm 51% tổng số dân và phái nữ chiếm 49%. Pratapgarh có tỷ lệ 72% biết đọc biết viết, cao hơn tỷ lệ trung bình toàn quốc là 59,5%: tỷ lệ cho phái nam là 77%, và tỷ lệ cho phái nữ là 67%. Tại Pratapgarh, 11% dân số nhỏ hơn 6 tuổi.